# LeBreton Flats
LeBreton Flats (franska: Plaines LeBreton) är en stadsdel i Kanadas huvudstad Ottawa. Stadsdelen är belägen i centrala Ottawa på Ottawaflodens södra sida. Den är ett tidigare industriområde med arbetarklass-bostäder som på 1960-talet köptes av Kanadas regering för att kunna bygga myndighetsbyggnader på platsen, bygget blev aldrig av och området stod tomt i årtionden. 2005 byggdes en ny byggnad för Canadian War Museum, marken sanerades och även nya bostadsområden byggdes. Flera framtida byggnadsprojekt finns planerade för området.